# رافاييل هالبرين
رافاييل هالبرين (بالعبرية: רפאל הלפרין‏) هو موسوعي ‏ وشخصية أعمال إسرائيلي، ولد في 1924 في فيينا في النمسا، وتوفي في 20 أغسطس 2011 في بني براك في إسرائيل.

## وصلات خارجية
- رافاييل هالبرين على موقع CageMatch worker (الإنجليزية)